# Divisiones Regionales de la Región de Murcia 1984-85
Las divisiones regionales de fútbol son las categorías de competición futbolística de más bajo nivel en España, en las que participan deportistas aficionados, no profesionales. En la Región de Murcia y en la provincia de Albacete su administración corre a cargo de las Real Federación de Fútbol de la Región de Murcia, incluyendo también clubes del sur de la provincia de Alicante. Inmediatamente por encima de estas categorías estaba la Tercera División española.
En la temporada 1984-1985 las divisiones regionales se dividen en Regional Preferente, Primera Regional y Segunda Regional.
Los primeros clasificados de Regional Preferente ascienden al grupo XIII de Tercera División.

## Regional Preferente

### Clasificación
|  |     | Equipos de fútbol           | PJ | G  | E  | P  | GF | GC  | Dif | Pts |
|  | --- | --------------------------- | -- | -- | -- | -- | -- | --- | --- | --- |
|  | 1.  | CD Dolores                  | 36 | 19 | 11 | 6  | 69 | 29  | +40 | 49  |
|  | 2.  | CD La Roda                  | 36 | 22 | 4  | 10 | 54 | 33  | +21 | 48  |
|  | 3.  | Callosa Deportiva CF        | 36 | 17 | 13 | 6  | 63 | 33  | +30 | 47  |
|  | 4.  | CD Beniel                   | 36 | 21 | 5  | 10 | 60 | 34  | +26 | 47  |
|  | 5.  | CD Almoradí                 | 36 | 19 | 8  | 9  | 64 | 41  | +23 | 46  |
|  | 6.  | CD Albaterense              | 36 | 17 | 10 | 9  | 63 | 42  | +21 | 44  |
|  | 7.  | Cehegín CF                  | 36 | 15 | 11 | 10 | 58 | 44  | +14 | 41  |
|  | 8.  | CF Santomera                | 36 | 14 | 11 | 11 | 52 | 33  | +19 | 39  |
|  | 9.  | CD Cox                      | 36 | 14 | 11 | 11 | 58 | 37  | +21 | 39  |
|  | 10. | Atlético Elche de la Sierra | 36 | 13 | 9  | 14 | 56 | 53  | +3  | 35  |
|  | 11. | Mazarrón CF                 | 36 | 13 | 8  | 15 | 63 | 63  | 0   | 34  |
|  | 12. | CD Molinense                | 36 | 13 | 8  | 15 | 40 | 42  | -2  | 34  |
|  | 13. | Sporting La Gineta CF       | 36 | 11 | 10 | 15 | 47 | 68  | -21 | 32  |
|  | 14. | CD Bullense                 | 36 | 12 | 7  | 17 | 51 | 64  | -13 | 31  |
|  | 15. | CD Bala Azul                | 36 | 13 | 5  | 18 | 47 | 64  | -17 | 31  |
|  | 16. | Abarán CF                   | 36 | 12 | 7  | 17 | 45 | 45  | 0   | 31  |
|  | 17. | Calasparra CF               | 36 | 9  | 8  | 19 | 41 | 62  | -21 | 26  |
|  | 18. | Pinatar CF                  | 36 | 5  | 7  | 24 | 27 | 105 | -78 | 17  |
|  | 19. | Espinardo CF                | 36 | 5  | 3  | 28 | 25 | 91  | -66 | 11  |
|  | 20. | CF Huercalense              | 0  | 0  | 0  | 0  | 0  | 0   | 0   | 0   |

Pts = Puntos; PJ = Partidos Jugados; G = Partidos Ganados; E = Partidos Empatados; P = Partidos Perdidos; GF = Goles Anotados; GC = Goles Recibidos
|  | Asciende a Tercera División  |
|  | Desciende a Primera Regional |

## Primera Regional

### Clasificación Grupo 1
|  |     | Equipos de fútbol     | PJ | G  | E | P  | GF | GC | Dif | Pts |
|  | --- | --------------------- | -- | -- | - | -- | -- | -- | --- | --- |
|  | 1.  | CF Javalí Nuevo       | 30 | 23 | 5 | 2  | 72 | 20 | +52 | 51  |
|  | 2.  | CD Alberca            | 30 | 19 | 7 | 4  | 61 | 26 | +35 | 45  |
|  | 3.  | Guadalupe CF          | 30 | 19 | 4 | 7  | 74 | 36 | +38 | 42  |
|  | 4.  | Sangonera Atlético    | 30 | 13 | 9 | 8  | 64 | 41 | +23 | 35  |
|  | 5.  | Matanza               | 30 | 14 | 7 | 9  | 66 | 37 | +29 | 35  |
|  | 6.  | UD Alhameña           | 30 | 14 | 2 | 14 | 65 | 68 | -3  | 30  |
|  | 7.  | El Palmar CF          | 30 | 11 | 8 | 11 | 38 | 40 | -2  | 30  |
|  | 8.  | UD La Copa            | 30 | 10 | 9 | 11 | 56 | 48 | +6  | 29  |
|  | 9.  | Recreativo Patiño     | 30 | 13 | 3 | 14 | 66 | 66 | 0   | 29  |
|  | 10. | Moratalla CF          | 30 | 9  | 9 | 12 | 52 | 49 | +3  | 27  |
|  | 11. | Bullas CF             | 30 | 9  | 9 | 12 | 46 | 50 | -4  | 27  |
|  | 12. | AD Cehegín Atlético   | 30 | 9  | 7 | 14 | 37 | 58 | -21 | 25  |
|  | 13. | UD Cañada Gallego     | 30 | 8  | 8 | 14 | 32 | 52 | -20 | 22  |
|  | 14. | Archena CF            | 30 | 6  | 6 | 18 | 33 | 68 | -35 | 18  |
|  | 15. | Olímpico Vista Alegre | 30 | 6  | 7 | 17 | 32 | 70 | -38 | 17  |
|  | 16. | CD Pliego             | 30 | 6  | 2 | 22 | 33 | 98 | -65 | 14  |

Pts = Puntos; PJ = Partidos Jugados; G = Partidos Ganados; E = Partidos Empatados; P = Partidos Perdidos; GF = Goles Anotados; GC = Goles Recibidos
|  | Asciende a Regional Preferente |

### Clasificación Grupo 2
|  |     | Equipos de fútbol    | PJ | G  | E | P  | GF | GC | Dif | Pts |
|  | --- | -------------------- | -- | -- | - | -- | -- | -- | --- | --- |
|  | 1.  | CD Algar             | 30 | 22 | 3 | 5  | 76 | 25 | +51 | 47  |
|  | 2.  | Santa Pola CF        | 30 | 16 | 9 | 5  | 47 | 20 | +27 | 41  |
|  | 3.  | UD Benejúzar         | 30 | 16 | 8 | 6  | 55 | 20 | +35 | 40  |
|  | 4.  | Barinas CF           | 30 | 16 | 4 | 10 | 51 | 40 | +11 | 36  |
|  | 5.  | Torrellano CF        | 30 | 17 | 2 | 11 | 45 | 31 | +14 | 36  |
|  | 6.  | Fuente Álamo CF      | 30 | 16 | 3 | 11 | 46 | 37 | +9  | 35  |
|  | 7.  | CD Altet             | 30 | 15 | 5 | 10 | 53 | 37 | +16 | 35  |
|  | 8.  | Kelme CF             | 30 | 15 | 4 | 11 | 50 | 36 | +14 | 34  |
|  | 9.  | La Unión Athlétic    | 30 | 13 | 6 | 11 | 64 | 45 | +19 | 32  |
|  | 10. | Deportiva Minera     | 30 | 13 | 5 | 12 | 42 | 40 | +2  | 31  |
|  | 11. | CD Tháder            | 30 | 11 | 7 | 12 | 46 | 42 | +4  | 29  |
|  | 12. | CD Roldán            | 30 | 11 | 5 | 14 | 42 | 50 | -8  | 27  |
|  | 13. | CD Juvenia           | 30 | 6  | 5 | 19 | 24 | 58 | -34 | 17  |
|  | 14. | Jumilla Atlético     | 30 | 4  | 7 | 19 | 25 | 68 | -43 | 15  |
|  | 15. | CD Montesinos        | 30 | 2  | 8 | 20 | 23 | 92 | -69 | 12  |
|  | 16. | Pinoso CF            | 30 | 4  | 5 | 21 | 28 | 76 | -48 | 7   |
|  | 17. | CD Hispania de Yecla | 0  | 0  | 0 | 0  | 0  | 0  | 0   | 0   |

Pts = Puntos; PJ = Partidos Jugados; G = Partidos Ganados; E = Partidos Empatados; P = Partidos Perdidos; GF = Goles Anotados; GC = Goles Recibidos
|  | Asciende a Regional Preferente |

### Clasificación Grupo 3
|  |     | Equipos de fútbol      | PJ | G  | E  | P  | GF | GC | Dif | Pts |
|  | --- | ---------------------- | -- | -- | -- | -- | -- | -- | --- | --- |
|  | 1.  | CD Hellín              | 32 | 18 | 10 | 4  | 70 | 39 | +31 | 46  |
|  | 2.  | Madrigueras UD         | 32 | 18 | 6  | 8  | 68 | 40 | +28 | 42  |
|  | 3.  | Atlético Tarazona      | 32 | 16 | 9  | 7  | 66 | 29 | +37 | 41  |
|  | 4.  | CD Alto Júcar          | 32 | 19 | 3  | 10 | 64 | 43 | +21 | 41  |
|  | 5.  | CF Chinchilla          | 32 | 16 | 4  | 12 | 79 | 60 | +19 | 36  |
|  | 6.  | Aguas Nuevas CF        | 32 | 14 | 6  | 12 | 69 | 60 | +9  | 34  |
|  | 7.  | Atlético Fuenteálamo   | 32 | 16 | 2  | 14 | 73 | 58 | +15 | 34  |
|  | 8.  | CP Balazote            | 32 | 13 | 8  | 11 | 49 | 53 | -4  | 34  |
|  | 9.  | Atlético Ibañés        | 32 | 12 | 9  | 11 | 43 | 52 | -9  | 33  |
|  | 10. | CD Benitense           | 32 | 12 | 9  | 11 | 54 | 51 | +3  | 33  |
|  | 11. | CP Imperial de Bonete  | 32 | 12 | 8  | 12 | 62 | 57 | +5  | 32  |
|  | 12. | CF Barrax              | 32 | 10 | 6  | 16 | 64 | 76 | -12 | 26  |
|  | 13. | Riópar                 | 32 | 7  | 12 | 13 | 36 | 56 | -20 | 26  |
|  | 14. | CP Pozo Cañada         | 32 | 9  | 7  | 16 | 41 | 68 | -27 | 25  |
|  | 15. | Munera CF              | 32 | 7  | 8  | 17 | 60 | 78 | -18 | 22  |
|  | 16. | UD Villamalea          | 30 | 10 | 2  | 20 | 43 | 73 | -30 | 22  |
|  | 17. | CP Cultural Valdeganga | 32 | 6  | 6  | 20 | 32 | 80 | -48 | 18  |

Pts = Puntos; PJ = Partidos Jugados; G = Partidos Ganados; E = Partidos Empatados; P = Partidos Perdidos; GF = Goles Anotados; GC = Goles Recibidos
|  | Asciende a Regional Preferente |

## Segunda Regional

### Clasificación Grupo 1
|  |    | Equipos de fútbol  | PJ | G  | E | P  | GF | GC | Dif | Pts |
|  | -- | ------------------ | -- | -- | - | -- | -- | -- | --- | --- |
|  | 1. | Yeste              | 14 | 10 | 1 | 3  | 51 | 17 | +34 | 21  |
|  | 2. | AD Ossa de Montiel | 14 | 8  | 3 | 3  | 37 | 18 | +19 | 19  |
|  | 3. | Atlético Mahora    | 14 | 8  | 3 | 3  | 42 | 21 | +21 | 17  |
|  | 4. | Montealegre CF     | 14 | 7  | 2 | 5  | 39 | 24 | +15 | 16  |
|  | 5. | Ontur CF           | 14 | 5  | 3 | 6  | 23 | 33 | -10 | 13  |
|  | 6. | Cenizate CF        | 14 | 4  | 3 | 7  | 26 | 30 | -4  | 11  |
|  | 7. | CD Socovos         | 14 | 4  | 2 | 8  | 23 | 46 | -23 | 10  |
|  | 8. | CF Albatana        | 14 | 1  | 1 | 12 | 15 | 67 | -52 | 3   |

Pts = Puntos; PJ = Partidos Jugados; G = Partidos Ganados; E = Partidos Empatados; P = Partidos Perdidos; GF = Goles Anotados; GC = Goles Recibidos
|  | Asciende a Primera Regional |

### Clasificación Grupo 2
|  |     | Equipos de fútbol         | PJ | G  | E  | P  | GF | GC | Dif | Pts |
|  | --- | ------------------------- | -- | -- | -- | -- | -- | -- | --- | --- |
|  | 1.  | Atlético Cabezo de Torres | 34 | 26 | 5  | 3  | 99 | 29 | +70 | 57  |
|  | 2.  | CF Albudeite              | 34 | 21 | 7  | 6  | 80 | 42 | +38 | 49  |
|  | 3.  | AD Fortuna                | 34 | 21 | 7  | 6  | 64 | 34 | +30 | 49  |
|  | 4.  | CD Ceutí                  | 34 | 17 | 7  | 10 | 54 | 33 | +21 | 41  |
|  | 5.  | CD Granja                 | 34 | 17 | 6  | 11 | 48 | 40 | +8  | 40  |
|  | 6.  | La Murada                 | 34 | 14 | 10 | 10 | 55 | 37 | +18 | 38  |
|  | 7.  | Vistalegre                | 34 | 17 | 4  | 13 | 77 | 55 | +22 | 38  |
|  | 8.  | Yéchar                    | 34 | 13 | 11 | 10 | 53 | 49 | +4  | 37  |
|  | 9.  | Huracán CF                | 34 | 14 | 6  | 14 | 46 | 61 | -15 | 34  |
|  | 10. | Alguazas CF               | 34 | 14 | 4  | 16 | 63 | 55 | +8  | 32  |
|  | 11. | UD Calasparra             | 34 | 12 | 6  | 16 | 43 | 66 | -23 | 30  |
|  | 12. | Huracán Deportivo         | 34 | 12 | 5  | 17 | 45 | 66 | -21 | 29  |
|  | 13. | Campos del Río CD         | 34 | 12 | 5  | 17 | 54 | 60 | -6  | 25  |
|  | 14. | Benijófar                 | 34 | 9  | 6  | 19 | 42 | 81 | -39 | 24  |
|  | 15. | Benferri CF               | 34 | 7  | 6  | 21 | 32 | 91 | -59 | 20  |
|  | 16. | Campaneta CF              | 34 | 6  | 7  | 21 | 29 | 74 | -45 | 19  |
|  | 17. | UD Blanca                 | 0  | 0  | 0  | 0  | 0  | 0  | 0   | 0   |
|  | 18. | Molins                    | 0  | 0  | 0  | 0  | 0  | 0  | 0   | 0   |

Pts = Puntos; PJ = Partidos Jugados; G = Partidos Ganados; E = Partidos Empatados; P = Partidos Perdidos; GF = Goles Anotados; GC = Goles Recibidos
|  | Asciende a Primera Regional |

### Clasificación Grupo 3
|  |     | Equipos de fútbol      | PJ | G  | E  | P  | GF  | GC | Dif | Pts |
|  | --- | ---------------------- | -- | -- | -- | -- | --- | -- | --- | --- |
|  | 1.  | AD La Manga            | 32 | 26 | 4  | 2  | 107 | 20 | +87 | 56  |
|  | 2.  | AD San Miguel          | 32 | 21 | 7  | 4  | 90  | 25 | +65 | 49  |
|  | 3.  | CD Corvera             | 32 | 18 | 10 | 4  | 53  | 31 | +22 | 46  |
|  | 4.  | Torrevieja CF Promesas | 32 | 22 | 2  | 8  | 74  | 48 | +26 | 46  |
|  | 5.  | CD Balsicas            | 32 | 17 | 7  | 8  | 61  | 39 | +22 | 41  |
|  | 6.  | AD Sangonera la Seca   | 32 | 18 | 4  | 10 | 86  | 51 | +35 | 40  |
|  | 7.  | AD Las Palas           | 32 | 16 | 6  | 10 | 49  | 35 | +14 | 38  |
|  | 8.  | AD Mar Menor           | 32 | 16 | 5  | 11 | 59  | 44 | +15 | 35  |
|  | 9.  | Ferroldán              | 32 | 14 | 6  | 12 | 55  | 40 | +15 | 34  |
|  | 10. | Sucina CF              | 32 | 13 | 4  | 15 | 42  | 63 | -21 | 30  |
|  | 11. | CF Avileses            | 32 | 8  | 6  | 18 | 36  | 84 | -48 | 22  |
|  | 12. | CD Dolorense           | 32 | 9  | 3  | 20 | 36  | 81 | -45 | 19  |
|  | 13. | CD Cuevas de Reyllo    | 32 | 7  | 5  | 20 | 38  | 55 | -17 | 19  |
|  | 14. | Luis Guarch            | 32 | 9  | 1  | 22 | 34  | 91 | -57 | 19  |
|  | 15. | Albujón                | 32 | 5  | 5  | 22 | 37  | 83 | -46 | 15  |
|  | 16. | Los Alcázares CF       | 0  | 0  | 0  | 0  | 0   | 0  | 0   | 0   |
|  | 17. | Juventud Marina        | 0  | 0  | 0  | 0  | 0   | 0  | 0   | 0   |

Pts = Puntos; PJ = Partidos Jugados; G = Partidos Ganados; E = Partidos Empatados; P = Partidos Perdidos; GF = Goles Anotados; GC = Goles Recibidos
|  | Asciende a Primera Regional |